# Lalo (språk)
Lalo är ett språk som talas i västra Yunnan i södra Kina. Lalo är också namnet på den etniska grupp där lalo främst talas. Folkgruppen har inte status som egen minoritet i Kina, utan inräknas i yi-minoriteten.

## Klassificering
Lalo är ett centralt yipho-språk, nära släkt med till exempel lisu. I litteraturen kan man dock ofta finna det klassificerat som ett nordligt yipho-språk. Denna klassificering härrör med största sannolikhet från det faktum att folkgruppen lalo inte har status som egen officiell minoritet i Kina, utan räknas till minoritetsgruppen yi. Det mest talade språket inom denna minoritet, nosu hör till just de nordliga yipho-språken. Dock delar lalo inte den omkastning av tonhöjd i laryngaliserade stavelser som kan anses vara ett av kännetecknena för den nordliga yipho-gruppen.

## Skriftspråk
Lalo är ett skriftlöst språk.

## Fonologi
Ljudsystemet i lalo kan anses vara ganska typiskt för yipho-språk.

### Konsonanter
Lalo har ett rikt utbud av konsonanter, vilka dock alla används stavelseinitialt. I synnerhet kan man bemärka trevägskontrasten tonlös aspirerad, tonlös oaspirerad och tonad vad gäller klusiler och affrikator.
|             | Labial | Labial | Labial | Labial | Alveolar | Alveolar | Alveolar | Alveolar | Palatal | Palatal | Palatal | Velar  | Velar  | Velar | Glottal |
|             | Tonlös | Tonlös | Ton.   | Ton.   | Tonlös   | Tonlös   | Ton.     | Ton.     | Tonlös  | Tonlös  | Ton.    | Tonlös | Tonlös | Ton.  |         |
|             | Oasp.  | Asp.   | Enkel  | Glott. | Oasp.    | Asp.     | Enkel    | Glott.   | Oasp.   | Asp.    | Enkel   | Oasp.  | Asp.   | Enkel |         |
| ----------- | ------ | ------ | ------ | ------ | -------- | -------- | -------- | -------- | ------- | ------- | ------- | ------ | ------ | ----- | ------- |
| Klusil      | p      | pʰ     | b      |        | t        | tʰ       | d        |          |         |         |         | k      | kʰ     | g     | ʔ       |
| Affrikata   |        |        |        |        | ʦ        | ʦʰ       | ʣ        |          | ʧ       | ʧʰ      | ʤ       | kj     | kjʰ    |       |         |
| Nasal       |        |        | m      | ʔm     |          |          | n        | ʔn       |         |         |         | h      | h      | ŋ     |         |
| Frikativa   | f      | f      | v      | ʔv     | s        | s        | z        |          | ʃ       | ʃ       | ʒ       | x      | x      | ɣ     |         |
| Lateral     |        |        |        |        |          |          | l        | ʔl       |         |         |         |        |        |       |         |
| Approximant |        |        | w      |        |          |          |          |          |         |         | j       |        |        |       |         |

En kategori av fonem som förtjänar att särskilt uppmärksammas är de glottaliserade, där samtidigt med den orala artikulationen stämbanden sluts: /ʔm/, /ʔn/, /ʔl/ och /ʔv/.
I tabellen används /kj/ och /kj'/ för att markera palataliserade velara klusiler.
/h/ har inplacerats i schemat som en tonlös nasal, eftersom det de facto är den rollen som fonemet fyller i systemet.